# Georges-Frédéric von Eppinghoven
 (avril 2018).
 (avril 2018).
Si vous disposez d'ouvrages ou d'articles de référence ou si vous connaissez des sites web de qualité traitant du thème abordé ici, merci de compléter l'article en donnant les références utiles à sa vérifiabilité et en les liant à la section « Notes et références ».
Georges-Frédéric Meyer, baron von Eppinghoven (Liège, 14 novembre 1849 – Katzberg, 3 février 1904) était un fils illégitime de Léopold Ier de Belgique et sa maîtresse Arcadie Claret.

## Biographie
L'aîné des fils illégitimes est sous la protection du neveu de Léopold Ier, le duc Ernest II de Saxe-Cobourg-Gotha. Georges-Frédéric est officier dans l'armée prussienne. Il est populaire, libéral et aimait la plaisanterie.
Georges-Frédéric a des vues sur Anna Brust (fille de Franz Brust et Angela Maria Rebbekemeier), la femme de chambre de sa mère Arcadie, mais elle ne peut pas admettre que son propre fils était amoureux d'une « simple » femme de chambre, et donc refuse de donner son consentement au mariage. Georges-Frédéric attend jusqu'à la mort de sa mère en 1897 pour pouvoir épouser Anna. Entre-temps ils vivent ensemble et eurent trois enfants.
Georges-Frédéric von Eppinghoven meurt à l'âge de 54 ans en 1904. Il laisse une jeune veuve et trois jeunes enfants.

## Littérature
- Carlo Bronne, Leopold Ier et son Temps, Bruxelles, 1947
- E. Meuser & F. Hinrichs, Geschichte der Monheimer Höfer, Monheim, 1959
- P. Vermeir, Leopold I, Mens, Vorst en Diplomaat, 2dln., Terrmonde, 1965
- A. Duchesne, Chaussée de Wavre. Là où un couvent a remplacé la propriété du colonel Claret, in: Mémoire d'Ixelles, septembre-décembre 1986.
- Alphonse Vandenpeereboom (met M. BOTS, uitg), La Fin d'un règne, notes et souvenirs, Gand, Liberaal archief, 1994
- Victor Capron, La Descendance naturelle de Leopold Ier, Bruxelles, 1995
- Genealogisches Handbuch des Adels. Freiherrlichen Häuser, tome XXI. C. A. Starke, 1999, pp. 101–3.
- Henriette Claessens, Leven en liefdes van Leopold I, Lannoo, Tielt, 2002
- Victor Capron, Sur les traces d'Arcadie Claret: le Grand Amour de Léopold Ier, Bruxelles, 2006
- Michel Didisheim, Tu devais disparaître. Le roman d'une enfant royale cachée, éd. Alphée, 2008.
- Bram Bombeeck, À bas le Sexe Cobourg? Een mentaliteitshistorische en politieke benadering van de seksschandalen van het Belgisch koningshuis in de lange 19de eeuw, université Gand, master histoire, 2009.

## Arbre généalogique de la famille von Eppinghoven
|                                    |                                    |                                    |                                    |                                    |                                    |                           |                           |                                |                                |                                |                                |                                  |                                  |                                  |                                  |                                  |                                  |                        |                        | Léopold Ier de Belgique | Léopold Ier de Belgique | Léopold Ier de Belgique | Léopold Ier de Belgique | Léopold Ier de Belgique | Léopold Ier de Belgique |                       |                       | Arcadie Claret        | Arcadie Claret        | Arcadie Claret | Arcadie Claret | Arcadie Claret          | Arcadie Claret          |                         |                         |                         |                         |                        |                        |                              |                              |                              |                              |                              |                              |                   |                   |                   |                   |
|                                    |                                    |                                    |                                    |                                    |                                    |                           |                           |                                |                                |                                |                                |                                  |                                  |                                  |                                  |                                  |                                  |                        |                        | Léopold Ier de Belgique | Léopold Ier de Belgique | Léopold Ier de Belgique | Léopold Ier de Belgique | Léopold Ier de Belgique | Léopold Ier de Belgique |                       |                       | Arcadie Claret        | Arcadie Claret        | Arcadie Claret | Arcadie Claret | Arcadie Claret          | Arcadie Claret          |                         |                         |                         |                         |                        |                        |                              |                              |                              |                              |                              |                              |                   |                   |                   |                   |
|                                    |                                    |                                    |                                    |                                    |                                    |                           |                           |                                |                                |                                |                                |                                  |                                  |                                  |                                  |                                  |                                  |                        |                        |                         |                         |                         |                         |                         |                         |                       |                       |                       |                       |                |                |                         |                         |                         |                         |                         |                         |                        |                        |                              |                              |                              |                              |                              |                              |                   |                   |                   |                   |
|                                    |                                    |                                    |                                    |                                    |                                    |                           |                           |                                |                                |                                |                                |                                  |                                  |                                  |                                  |                                  |                                  |                        |                        |                         |                         |                         |                         |                         |                         |                       |                       |                       |                       |                |                |                         |                         |                         |                         |                         |                         |                        |                        |                              |                              |                              |                              |                              |                              |                   |                   |                   |                   |
|                                    |                                    |                                    |                                    |                                    |                                    |                           |                           |                                |                                |                                |                                | Georges-Frédéric von Eppinghoven | Georges-Frédéric von Eppinghoven | Georges-Frédéric von Eppinghoven | Georges-Frédéric von Eppinghoven | Georges-Frédéric von Eppinghoven | Georges-Frédéric von Eppinghoven |                        |                        | Anna Brust              | Anna Brust              | Anna Brust              | Anna Brust              | Anna Brust              | Anna Brust              |                       |                       |                       |                       |                |                |                         |                         |                         |                         | Arthur von Eppinghoven  | Arthur von Eppinghoven  | Arthur von Eppinghoven | Arthur von Eppinghoven | Arthur von Eppinghoven       | Arthur von Eppinghoven       |                              |                              | Anna Lydia Harris            | Anna Lydia Harris            | Anna Lydia Harris | Anna Lydia Harris | Anna Lydia Harris | Anna Lydia Harris |
|                                    |                                    |                                    |                                    |                                    |                                    |                           |                           |                                |                                |                                |                                | Georges-Frédéric von Eppinghoven | Georges-Frédéric von Eppinghoven | Georges-Frédéric von Eppinghoven | Georges-Frédéric von Eppinghoven | Georges-Frédéric von Eppinghoven | Georges-Frédéric von Eppinghoven |                        |                        | Anna Brust              | Anna Brust              | Anna Brust              | Anna Brust              | Anna Brust              | Anna Brust              |                       |                       |                       |                       |                |                |                         |                         |                         |                         | Arthur von Eppinghoven  | Arthur von Eppinghoven  | Arthur von Eppinghoven | Arthur von Eppinghoven | Arthur von Eppinghoven       | Arthur von Eppinghoven       |                              |                              | Anna Lydia Harris            | Anna Lydia Harris            | Anna Lydia Harris | Anna Lydia Harris | Anna Lydia Harris | Anna Lydia Harris |
|                                    |                                    |                                    |                                    |                                    |                                    |                           |                           |                                |                                |                                |                                |                                  |                                  |                                  |                                  |                                  |                                  |                        |                        |                         |                         |                         |                         |                         |                         |                       |                       |                       |                       |                |                |                         |                         |                         |                         |                         |                         |                        |                        |                              |                              |                              |                              |                              |                              |                   |                   |                   |                   |
|                                    |                                    |                                    |                                    |                                    |                                    |                           |                           |                                |                                |                                |                                |                                  |                                  |                                  |                                  |                                  |                                  |                        |                        |                         |                         |                         |                         |                         |                         |                       |                       |                       |                       |                |                |                         |                         |                         |                         |                         |                         |                        |                        |                              |                              |                              |                              |                              |                              |                   |                   |                   |                   |
| Henriette-Marianna von Eppinghoven | Henriette-Marianna von Eppinghoven | Henriette-Marianna von Eppinghoven | Henriette-Marianna von Eppinghoven | Henriette-Marianna von Eppinghoven | Henriette-Marianna von Eppinghoven |                           |                           | Heinrich-Georg von Eppinghoven | Heinrich-Georg von Eppinghoven | Heinrich-Georg von Eppinghoven | Heinrich-Georg von Eppinghoven | Heinrich-Georg von Eppinghoven   | Heinrich-Georg von Eppinghoven   |                                  |                                  | Anna Lintermann                  | Anna Lintermann                  | Anna Lintermann        | Anna Lintermann        | Anna Lintermann         | Anna Lintermann         |                         |                         | Claude Eric Tebbitt     | Claude Eric Tebbitt     | Claude Eric Tebbitt   | Claude Eric Tebbitt   | Claude Eric Tebbitt   | Claude Eric Tebbitt   |                |                | Arcadie von Eppinghoven | Arcadie von Eppinghoven | Arcadie von Eppinghoven | Arcadie von Eppinghoven | Arcadie von Eppinghoven | Arcadie von Eppinghoven |                        |                        | Louise-Marie von Eppinghoven | Louise-Marie von Eppinghoven | Louise-Marie von Eppinghoven | Louise-Marie von Eppinghoven | Louise-Marie von Eppinghoven | Louise-Marie von Eppinghoven |                   |                   |                   |                   |
| Henriette-Marianna von Eppinghoven | Henriette-Marianna von Eppinghoven | Henriette-Marianna von Eppinghoven | Henriette-Marianna von Eppinghoven | Henriette-Marianna von Eppinghoven | Henriette-Marianna von Eppinghoven |                           |                           | Heinrich-Georg von Eppinghoven | Heinrich-Georg von Eppinghoven | Heinrich-Georg von Eppinghoven | Heinrich-Georg von Eppinghoven | Heinrich-Georg von Eppinghoven   | Heinrich-Georg von Eppinghoven   |                                  |                                  | Anna Lintermann                  | Anna Lintermann                  | Anna Lintermann        | Anna Lintermann        | Anna Lintermann         | Anna Lintermann         |                         |                         | Claude Eric Tebbitt     | Claude Eric Tebbitt     | Claude Eric Tebbitt   | Claude Eric Tebbitt   | Claude Eric Tebbitt   | Claude Eric Tebbitt   |                |                | Arcadie von Eppinghoven | Arcadie von Eppinghoven | Arcadie von Eppinghoven | Arcadie von Eppinghoven | Arcadie von Eppinghoven | Arcadie von Eppinghoven |                        |                        | Louise-Marie von Eppinghoven | Louise-Marie von Eppinghoven | Louise-Marie von Eppinghoven | Louise-Marie von Eppinghoven | Louise-Marie von Eppinghoven | Louise-Marie von Eppinghoven |                   |                   |                   |                   |
|                                    |                                    |                                    |                                    |                                    |                                    |                           |                           |                                |                                |                                |                                |                                  |                                  |                                  |                                  |                                  |                                  |                        |                        |                         |                         |                         |                         |                         |                         |                       |                       |                       |                       |                |                |                         |                         |                         |                         |                         |                         |                        |                        |                              |                              |                              |                              |                              |                              |                   |                   |                   |                   |
|                                    |                                    |                                    |                                    |                                    |                                    |                           |                           |                                |                                |                                |                                |                                  |                                  |                                  |                                  |                                  |                                  |                        |                        |                         |                         |                         |                         |                         |                         |                       |                       |                       |                       |                |                |                         |                         |                         |                         |                         |                         |                        |                        |                              |                              |                              |                              |                              |                              |                   |                   |                   |                   |
|                                    |                                    |                                    |                                    | Alarich von Eppinghoven            | Alarich von Eppinghoven            | Alarich von Eppinghoven   | Alarich von Eppinghoven   | Alarich von Eppinghoven        | Alarich von Eppinghoven        |                                |                                | Anna Margarete Ziggert           | Anna Margarete Ziggert           | Anna Margarete Ziggert           | Anna Margarete Ziggert           | Anna Margarete Ziggert           | Anna Margarete Ziggert           |                        |                        | Jürgen von Eppinghoven  | Jürgen von Eppinghoven  | Jürgen von Eppinghoven  | Jürgen von Eppinghoven  | Jürgen von Eppinghoven  | Jürgen von Eppinghoven  |                       |                       |                       |                       |                |                |                         |                         |                         |                         |                         |                         |                        |                        |                              |                              |                              |                              |                              |                              |                   |                   |                   |                   |
|                                    |                                    |                                    |                                    | Alarich von Eppinghoven            | Alarich von Eppinghoven            | Alarich von Eppinghoven   | Alarich von Eppinghoven   | Alarich von Eppinghoven        | Alarich von Eppinghoven        |                                |                                | Anna Margarete Ziggert           | Anna Margarete Ziggert           | Anna Margarete Ziggert           | Anna Margarete Ziggert           | Anna Margarete Ziggert           | Anna Margarete Ziggert           |                        |                        | Jürgen von Eppinghoven  | Jürgen von Eppinghoven  | Jürgen von Eppinghoven  | Jürgen von Eppinghoven  | Jürgen von Eppinghoven  | Jürgen von Eppinghoven  |                       |                       |                       |                       |                |                |                         |                         |                         |                         |                         |                         |                        |                        |                              |                              |                              |                              |                              |                              |                   |                   |                   |                   |
|                                    |                                    |                                    |                                    |                                    |                                    |                           |                           |                                |                                |                                |                                |                                  |                                  |                                  |                                  |                                  |                                  |                        |                        |                         |                         |                         |                         |                         |                         |                       |                       |                       |                       |                |                |                         |                         |                         |                         |                         |                         |                        |                        |                              |                              |                              |                              |                              |                              |                   |                   |                   |                   |
|                                    |                                    |                                    |                                    |                                    |                                    |                           |                           |                                |                                |                                |                                |                                  |                                  |                                  |                                  |                                  |                                  |                        |                        |                         |                         |                         |                         |                         |                         |                       |                       |                       |                       |                |                |                         |                         |                         |                         |                         |                         |                        |                        |                              |                              |                              |                              |                              |                              |                   |                   |                   |                   |
| Armin von Eppinghoven              | Armin von Eppinghoven              | Armin von Eppinghoven              | Armin von Eppinghoven              | Armin von Eppinghoven              | Armin von Eppinghoven              |                           |                           | Peri Olga Schleining           | Peri Olga Schleining           | Peri Olga Schleining           | Peri Olga Schleining           | Peri Olga Schleining             | Peri Olga Schleining             |                                  |                                  | Ralph von Eppinghoven            | Ralph von Eppinghoven            | Ralph von Eppinghoven  | Ralph von Eppinghoven  | Ralph von Eppinghoven   | Ralph von Eppinghoven   |                         |                         | Elizabeth Fricker       | Elizabeth Fricker       | Elizabeth Fricker     | Elizabeth Fricker     | Elizabeth Fricker     | Elizabeth Fricker     |                |                |                         |                         |                         |                         |                         |                         |                        |                        |                              |                              |                              |                              |                              |                              |                   |                   |                   |                   |
| Armin von Eppinghoven              | Armin von Eppinghoven              | Armin von Eppinghoven              | Armin von Eppinghoven              | Armin von Eppinghoven              | Armin von Eppinghoven              |                           |                           | Peri Olga Schleining           | Peri Olga Schleining           | Peri Olga Schleining           | Peri Olga Schleining           | Peri Olga Schleining             | Peri Olga Schleining             |                                  |                                  | Ralph von Eppinghoven            | Ralph von Eppinghoven            | Ralph von Eppinghoven  | Ralph von Eppinghoven  | Ralph von Eppinghoven   | Ralph von Eppinghoven   |                         |                         | Elizabeth Fricker       | Elizabeth Fricker       | Elizabeth Fricker     | Elizabeth Fricker     | Elizabeth Fricker     | Elizabeth Fricker     |                |                |                         |                         |                         |                         |                         |                         |                        |                        |                              |                              |                              |                              |                              |                              |                   |                   |                   |                   |
|                                    |                                    |                                    |                                    |                                    |                                    |                           |                           |                                |                                |                                |                                |                                  |                                  |                                  |                                  |                                  |                                  |                        |                        |                         |                         |                         |                         |                         |                         |                       |                       |                       |                       |                |                |                         |                         |                         |                         |                         |                         |                        |                        |                              |                              |                              |                              |                              |                              |                   |                   |                   |                   |
|                                    |                                    |                                    |                                    |                                    |                                    |                           |                           |                                |                                |                                |                                |                                  |                                  |                                  |                                  |                                  |                                  |                        |                        |                         |                         |                         |                         |                         |                         |                       |                       |                       |                       |                |                |                         |                         |                         |                         |                         |                         |                        |                        |                              |                              |                              |                              |                              |                              |                   |                   |                   |                   |
|                                    |                                    |                                    |                                    | Alexander von Eppinghoven          | Alexander von Eppinghoven          | Alexander von Eppinghoven | Alexander von Eppinghoven | Alexander von Eppinghoven      | Alexander von Eppinghoven      |                                |                                |                                  |                                  |                                  |                                  | Konrad von Eppinghoven           | Konrad von Eppinghoven           | Konrad von Eppinghoven | Konrad von Eppinghoven | Konrad von Eppinghoven  | Konrad von Eppinghoven  |                         |                         | Derek von Eppinghoven   | Derek von Eppinghoven   | Derek von Eppinghoven | Derek von Eppinghoven | Derek von Eppinghoven | Derek von Eppinghoven |                |                |                         |                         |                         |                         |                         |                         |                        |                        |                              |                              |                              |                              |                              |                              |                   |                   |                   |                   |